# Vincent Kartheiser
Vincent Paul Kartheiser (* 5. května 1979 Minneapolis, Minnesota) je americký herec.
Je synem Janet Marie (rozené Gruyéové) a Jamese Ralpha Kartheiserových. Ve filmu se poprvé objevil v roce 1993 (snímek Nezkrotné srdce), v televizi debutoval o rok později v seriálu Sweet Justice. V dalších letech se představil např. ve filmech Aljaška a Stávka!, hlavní roli dostal ve snímku Ničitel (1997). V letech 2002–2004 hrál v seriálu Angel postavu Connora, v letech 2007–2015 působil v roli Peta Campbella v seriálu Šílenci z Manhattanu a roku 2021 hrál Jonathana Cranea v seriálu Titans. Dále se objevil např. ve filmech Pampeliška, Alpha Dog, Rango či Vyměřený čas.
V červnu 2014 se oženil s herečkou Alexis Bledel, se kterou má syna narozeného v roce 2015. V srpnu 2022 se pár rozvedl.

## Filmografie

### Film
| Rok  | Název                           | Role                      | Poznámky    |
| ---- | ------------------------------- | ------------------------- | ----------- |
| 1993 | Nezkrotné srdce                 | sirotek                   |             |
| 1994 | Malá velká liga                 | James                     |             |
| 1994 | Anděl strážný                   | Eddie Chandler            |             |
| 1995 | Kouzelný klíč                   | Gillon                    |             |
| 1996 | Aljaška                         | Sean Barnes               |             |
| 1997 | Ničitel                         | Ozzie Paxton              |             |
| 1998 | Feťáci                          | Bobbie                    |             |
| 1998 | Stávka!                         | Snake – Flat Critter      |             |
| 2000 | Zločin a trest na předměstí     | Vincent                   |             |
| 2000 | Kdo seje zlo                    | Dillon                    |             |
| 2000 | Ricky 6                         | Ricky Cowen               |             |
| 2000 | Šťastné město                   | Colonel                   |             |
| 2001 | Nevyřčené tajemství             | Thomas Caffey             |             |
| 2004 | Pampeliška                      | Mason Mullich             |             |
| 2005 | Shakespeare's Sonnets           | Sebastian                 | krátký film |
| 2006 | Alpha Dog                       | Pick Giaimo               |             |
| 2006 | Waning Moon                     | Michael                   | krátký film |
| 2007 | Killing Zelda Sparks            | Craig Blackshear          |             |
| 2010 | Elektra Luxx                    | Jimmy                     |             |
| 2011 | Rango                           | Ezechiel                  |             |
| 2011 | Vyměřený čas                    | Philippe Weis             |             |
| 2011 | Fruit of Labor                  | Alfred                    | krátký film |
| 2012 | Cussing in the Workplace        | Jack                      | krátký film |
| 2014 | Beach Pillows                   | Nick                      |             |
| 2014 | Red Knot                        | Peter Harrison            |             |
| 2015 | Winter Light                    | Samuel                    | krátký film |
| 2015 | Day Out of Days                 | Tark                      |             |
| 2016 | The Second Sound Barrier        | Charles Michael Fortitude | krátký film |
| 2016 | Způsob vraždy                   | detektiv Lawrence Corby   |             |
| 2017 | The Most Hated Woman in America | William J. Murray III     |             |
| 2017 | My Friend Dahmer                | doktor Matthews           |             |
| 2018 | Most Likely to Murder           | Lowell                    |             |
| 2019 | American Hangman                | Henry David Cole          |             |
| 2019 | Crypto                          | Ted Patterson             |             |
| 2020 | Sociální dilema                 | umělá inteligence (hlas)  |             |
| 2021 | Ultrasound                      | Glen                      |             |

### Televize
| Rok       | Název                                     | Role                     | Poznámky                                            |
| --------- | ----------------------------------------- | ------------------------ | --------------------------------------------------- |
| 1994      | Sweet Justice                             | Nicholas                 | díl: „Story of My Life“                             |
| 1999      | Pohotovost                                | Jesse Keenan             | díl: „Truth & Consequences“                         |
| 2002–2004 | Angel                                     | Connor                   | hlavní role, 28 dílů                                |
| 2007–2015 | Šílenci z Manhattanu                      | Pete Campbell            | hlavní role                                         |
| 2010      | American Experience                       | Thomas Nickerson (hlas)  | díl: „Into the Deep: America, Whaling, & the World“ |
| 2010      | Money                                     | Fielding Goodney         | 2 díly                                              |
| 2011      | Cleveland show                            | (hlas)                   | díl: „Like a Boss“                                  |
| 2013      | Axe Cop                                   | Bat Warthog Man (hlas)   | 2 díly                                              |
| 2013–2015 | High School USA!                          | Marsh Merriwether (hlas) | 12 dílů                                             |
| 2015      | Amyino plodné lůno                        | soudce                   | díl: „12 Angry Men Inside Amy Schumer“              |
| 2015      | Saints & Strangers                        | William Bradford         | 2 díly                                              |
| 2016      | Casual                                    | Jordan Anderson          | 7 dílů                                              |
| 2017      | Génius                                    | Raymond H. Geist         | 2 díly                                              |
| 2018      | The Path                                  | kongresmen Buck Harbaugh | 4 díly                                              |
| 2018–2020 | Ponorka                                   | Samuel Greenwood         | 10 dílů                                             |
| 2019      | Stíny spravedlnosti                       | Bodie Quick              | hlavní role, 13 dílů                                |
| 2019      | OA                                        | Pierre Ruskin            | 4 díly                                              |
| 2019–2020 | Zákon a pořádek: Útvar pro zvláštní oběti | Steve Getz               | 2 díly                                              |
| 2021      | Titans                                    | doktor Jonathan Crane    | 11 dílů                                             |

### Videohry
| Rok  | Název      | Role                  |
| ---- | ---------- | --------------------- |
| 2011 | L.A. Noire | Walter Clemens (hlas) |